# Saint-Germain-Lespinasse
Pour les articles homonymes, voir Saint-Germain et Lespinasse.
Saint-Germain-Lespinasse est une commune française située dans le nord-ouest du département de la Loire en région Auvergne-Rhône-Alpes.

## Géographie

### Situation
Saint-Germain-Lespinasse se situe au nord-ouest de la plaine du Forez, à 12 km au nord-ouest de Roanne. Le département de l'Allier est à 17 km à l'ouest (Saint-Nicolas-des-Biefs, jouxtant Saint-Bonnet-des-Quarts) et celui de la Saône-et-Loire à 10 km au nord-est (Melay, jouxtant Noailly). Lyon est à 100 km au sud-est.
Le bourg est presque au pied des monts de la Madeleine et des montagnes du Bourbonnais à l'ouest. La rive gauche de la Loire est à 10 km à l'est.

### Hydrographie
La Fontanière, affluent de la Teyssonne, entre sur la commune au sud-ouest puis remonte vers le nord. En limite de commune avec Saint-Forgeux-Lespinasse, elle reçoir en rive gauche (côié ouest) le ruisseau du Pont Briquet. Après un court détour d'environ 350 m sur Saint-Forgeux, elle revient servir de limite de commune sur 400 m avant de confluer avec la Teyssonne. Cette dernière (qui prend source à Saint-Bonnet-des-Quarts) sert de limite de commune avec Saint-Forgeux-Lespinasse puis avec Noailly, le tout sur environ 2,8 km.
Le Fillerin, lui aussi affluent de la Teyssonne, sert de limite de commune sur environ 850 m au sud.

### Voies de communication et transports
Routes
La commune est traversée dans le sens nord-ouest / sud-est par la Nationale 7 ; et dans le sens nord-est / sud-ouest par la D 4, qui relie Charlieu (20 km au nord-est) à la Croix du Sud, un croisement de plusieurs routes dans les monts de la Madeleine.
Train
Ligne SNCF Roanne-Vichy.

### Climat
Pour des articles plus généraux, voir Climat d'Auvergne-Rhône-Alpes et Climat de la Loire.
En 2010, le climat de la commune est de type climat océanique dégradé des plaines du Centre et du Nord, selon une étude du Centre national de la recherche scientifique s'appuyant sur une série de données couvrant la période 1971-2000. En 2020, Météo-France publie une typologie des climats de la France métropolitaine dans laquelle la commune est exposée à un climat de montagne ou de marges de montagne et est dans une zone de transition entre les régions climatiques « Centre et contreforts nord du Massif Central » et « Nord-est du Massif Central ».
Pour la période 1971-2000, la température annuelle moyenne est de 10,8 °C, avec une amplitude thermique annuelle de 16,6 °C. Le cumul annuel moyen de précipitations est de 713 mm, avec 9,8 jours de précipitations en janvier et 6,8 jours en juillet. Pour la période 1991-2020, la température moyenne annuelle observée sur la station météorologique de Météo-France la plus proche, « Roanne-Riorges_aéro », sur la commune de Saint-Léger-sur-Roanne à 7 km à vol d'oiseau, est de 11,8 °C et le cumul annuel moyen de précipitations est de 668,1 mm,. Pour l'avenir, les paramètres climatiques de la commune estimés pour 2050 selon différents scénarios d'émission de gaz à effet de serre sont consultables sur un site dédié publié par Météo-France en novembre 2022.

## Urbanisme

### Typologie
Au 1er janvier 2024, Saint-Germain-Lespinasse est catégorisée bourg rural, selon la nouvelle grille communale de densité à sept niveaux définie par l'Insee en 2022.
Elle est située hors unité urbaine. Par ailleurs la commune fait partie de l'aire d'attraction de Roanne, dont elle est une commune de la couronne,. Cette aire, qui regroupe 88 communes, est catégorisée dans les aires de 50 000 à moins de 200 000 habitants,.

### Occupation des sols
L'occupation des sols de la commune, telle qu'elle ressort de la base de données européenne d’occupation biophysique des sols Corine Land Cover (CLC), est marquée par l'importance des territoires agricoles (92,3 % en 2018), une proportion sensiblement équivalente à celle de 1990 (93,1 %). La répartition détaillée en 2018 est la suivante : prairies (49 %), zones agricoles hétérogènes (29 %), terres arables (14,3 %), zones urbanisées (7,7 %). L'évolution de l’occupation des sols de la commune et de ses infrastructures peut être observée sur les différentes représentations cartographiques du territoire : la carte de Cassini (XVIIIe siècle), la carte d'état-major (1820-1866) et les cartes ou photos aériennes de l'IGN pour la période actuelle (1950 à aujourd'hui).

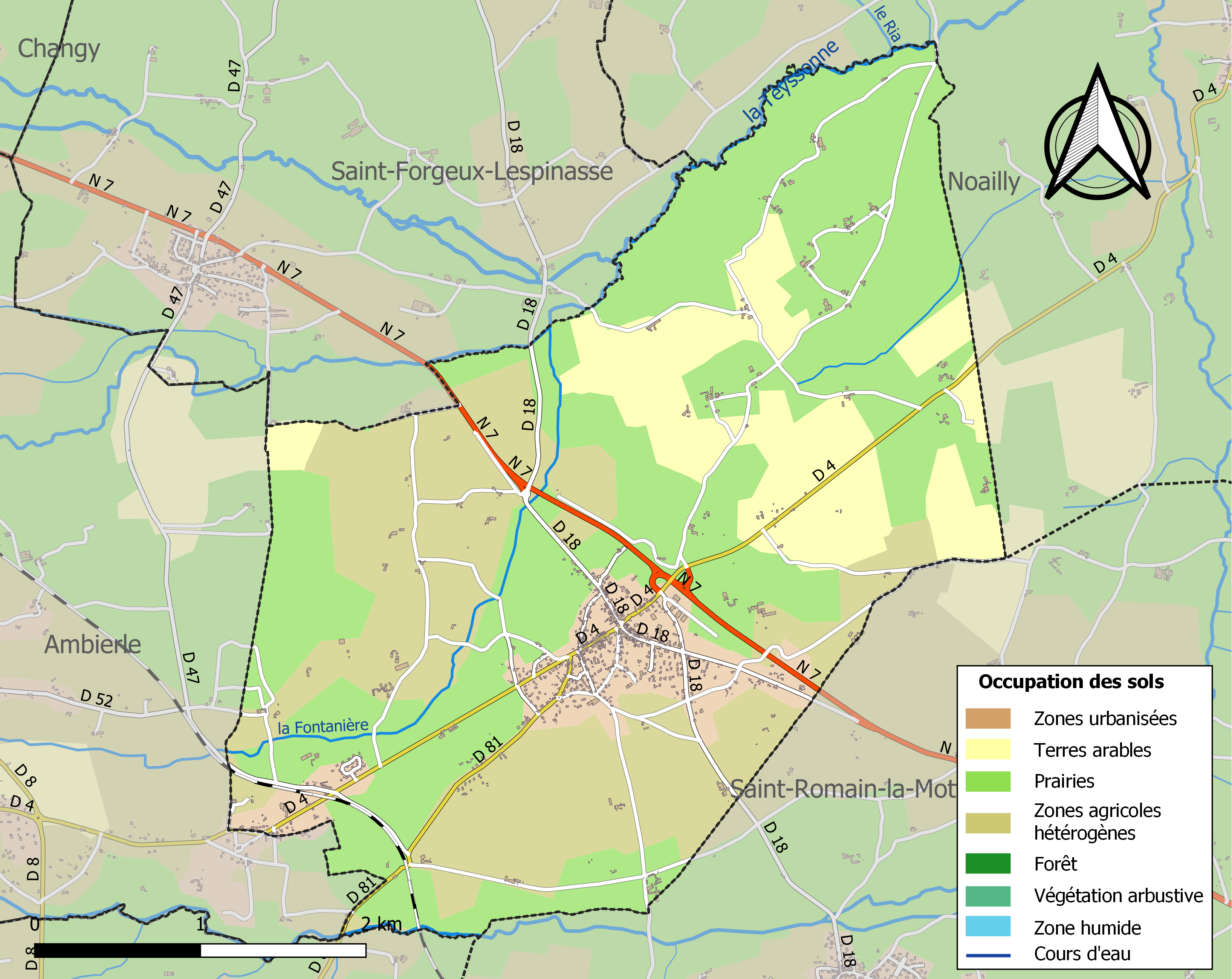
Carte des infrastructures et de l'occupation des sols de la commune en 2018 (CLC).

## Histoire
Le nom de Lespinasse, ajouté à celui de Saint-Germain, vient du château de Lespinasse, appartenant au seigneur de Lespinasse ; il faisait partie de la commune, ce qui n'est plus le cas : le hameau de l'Espinasse a été rattaché à la commune de Saint-Forgeux-Lespinasse.
Le petit hameau de Chamarande, à 1,6 km au sud du bourg en limite de commune avec Saint-Romain-la-Motte, a donné son nom au château de Chamarande dans l'Essonne. Au bas Moyen-Âge, ce petit fief est apporté à Benoît Athiaud (frère du conseiller au parlement de Dombes N. Athiaud de Montchanin) par son mariage à Claudine de Terrière. Il passe ensuite par le mariage de leur fille unique dans la maison d'Ornaison, dont Clair Gilbert d'Ornaison. Ce dernier, premier valet de chambre de Louis XIV, achète le château de Bonnes dans l'Essonne en 1684. En 1685 des lettres patentes de Louis XIV érigent Bonnes en comté de Chamarande,.

### XXIesiècle
Depuis le 1er janvier 2013, la communauté de communes de la Côte roannaise dont faisait partie la commune s'est intégrée à la communauté d'agglomération Roannais Agglomération.

## Blasonnement
| Blason | Blasonnement : D'or à la bande d'azur chargée de trois coquilles d'argent posées dans le sens de la bande et accompagnée de deux trèfles de sinople. |

## Politique et administration
| Période                                  | Période   | Identité           | Étiquette | Qualité     |
| ---------------------------------------- | --------- | ------------------ | --------- | ----------- |
| mars 1971                                | mars 1989 | Alain des Gayets   |           | Agriculteur |
| mars 1989                                | mars 2001 | Jean Jacques Rivas |           | Vétérinaire |
| mars 2001                                | mars 2008 | Pierre Coissard    |           | Pharmacien  |
| mars 2008                                | mars 2014 | André Méant        | DVG       | Retraité    |
| mars 2014                                | en cours  | Pierre Coissard    |           | Pharmacien  |
| Les données manquantes sont à compléter. |           |                    |           |             |

## Démographie
L'évolution du nombre d'habitants est connue à travers les recensements de la population effectués dans la commune depuis 1793. Pour les communes de moins de 10 000 habitants, une enquête de recensement portant sur toute la population est réalisée tous les cinq ans, les populations de référence des années intermédiaires étant quant à elles estimées par interpolation ou extrapolation. Pour la commune, le premier recensement exhaustif entrant dans le cadre du nouveau dispositif a été réalisé en 2005.

En 2022, la commune comptait 1 222 habitants, en évolution de −1,13 % par rapport à 2016 (Loire : +1,32 %, France hors Mayotte : +2,11 %).
| 1793 | 1800 | 1806 | 1821 | 1831 | 1836 | 1841 | 1846 | 1851 |
| ---- | ---- | ---- | ---- | ---- | ---- | ---- | ---- | ---- |
| 670  | 836  | 667  | 715  | 750  | 771  | 818  | 818  | 867  |

| 1856 | 1861 | 1866 | 1872 | 1876 | 1881 | 1886  | 1891  | 1896  |
| ---- | ---- | ---- | ---- | ---- | ---- | ----- | ----- | ----- |
| 912  | 917  | 901  | 941  | 912  | 956  | 1 030 | 1 072 | 1 129 |

| 1901  | 1906  | 1911  | 1921 | 1926 | 1931 | 1936 | 1946 | 1954 |
| ----- | ----- | ----- | ---- | ---- | ---- | ---- | ---- | ---- |
| 1 134 | 1 132 | 1 061 | 915  | 892  | 912  | 859  | 883  | 908  |

| 1962 | 1968  | 1975  | 1982  | 1990  | 1999  | 2005  | 2006  | 2010  |
| ---- | ----- | ----- | ----- | ----- | ----- | ----- | ----- | ----- |
| 992  | 1 135 | 1 160 | 1 186 | 1 063 | 1 101 | 1 131 | 1 145 | 1 161 |

| 2015  | 2020  | 2022  | - | - | - | - | - | - |
| ----- | ----- | ----- | - | - | - | - | - | - |
| 1 223 | 1 226 | 1 222 | - | - | - | - | - | - |

Les 1180 habitants de la commune, au 31 décembre 2013, se répartissent en 399 de moins de 30 ans, 448 de 30 à 59 ans et 332 de 60 ans et plus.
712 personnes ont entre 15 et 64 ans. Parmi elles 67 % sont des actifs ayant un emploi, 7,7 % sont chômeurs, 9,6 % sont élèves ou étudiants, 9,7 % sont retraités ou préretraités et 6 % sont d'autres inactifs.
Les 481 personnes ayant ont un emploi sont pour 399 (82,9 %) des salariés et 80 (17,1 %) des non salariés.

## Logements
Le nombre de logements existants dans la commune, en 2013, est de 546. 491 sont des résidences principales, 9 des résidences secondaires ou des logements occasionnels et 45 sont des logements vacants. Le nombre de maisons est de 476 et celui des appartements de 69.

## Écoles
il existe deux écoles dans la commune : l'école publique comprend 5 classes (2 classes maternelles et 3 classes élémentaires). Elle accueille 94 élèves pour l'année scolaire 2023-2024, et une école privée, Sainte Marguerite, (classes maternelles et élémentaires, elle accueille environ 100 élèves.

## Économie et emploi
Le nombre d'emplois situés dans la commune est, en 2013, de 325 (355 en 2008), dont 245 emplois de salariés (75,4 %) et 80 de non salariés (24,6 %).
Sur le territoire communal il existe 123 établissements.
- 18 appartiennent au secteur de l'agriculture (au total 4 salariés), 16 n'en emploient aucun,
- 9 sont du secteur de l'industrie (au total 49 salariés), 6 n'en emploient pas.
- 19 sont du secteur de la construction (au total 19 salariés), 11 établissements n'en emploient aucun.
- 60 sont du secteur du commerce, des transports et des services divers (48 salariés au total), 47 n'en emploient pas.
- 17 sont du secteur de l'administration publique, de l'enseignement, de la santé et de l'action sociale (70 salariés au total) 11 n'en emploient aucun.

## Lieux et monuments
- Le pigeonnier ;
- Le site archéologique d'Ariolica[réf. nécessaire].
- Église Saint-Germain de Saint-Germain-Lespinasse.

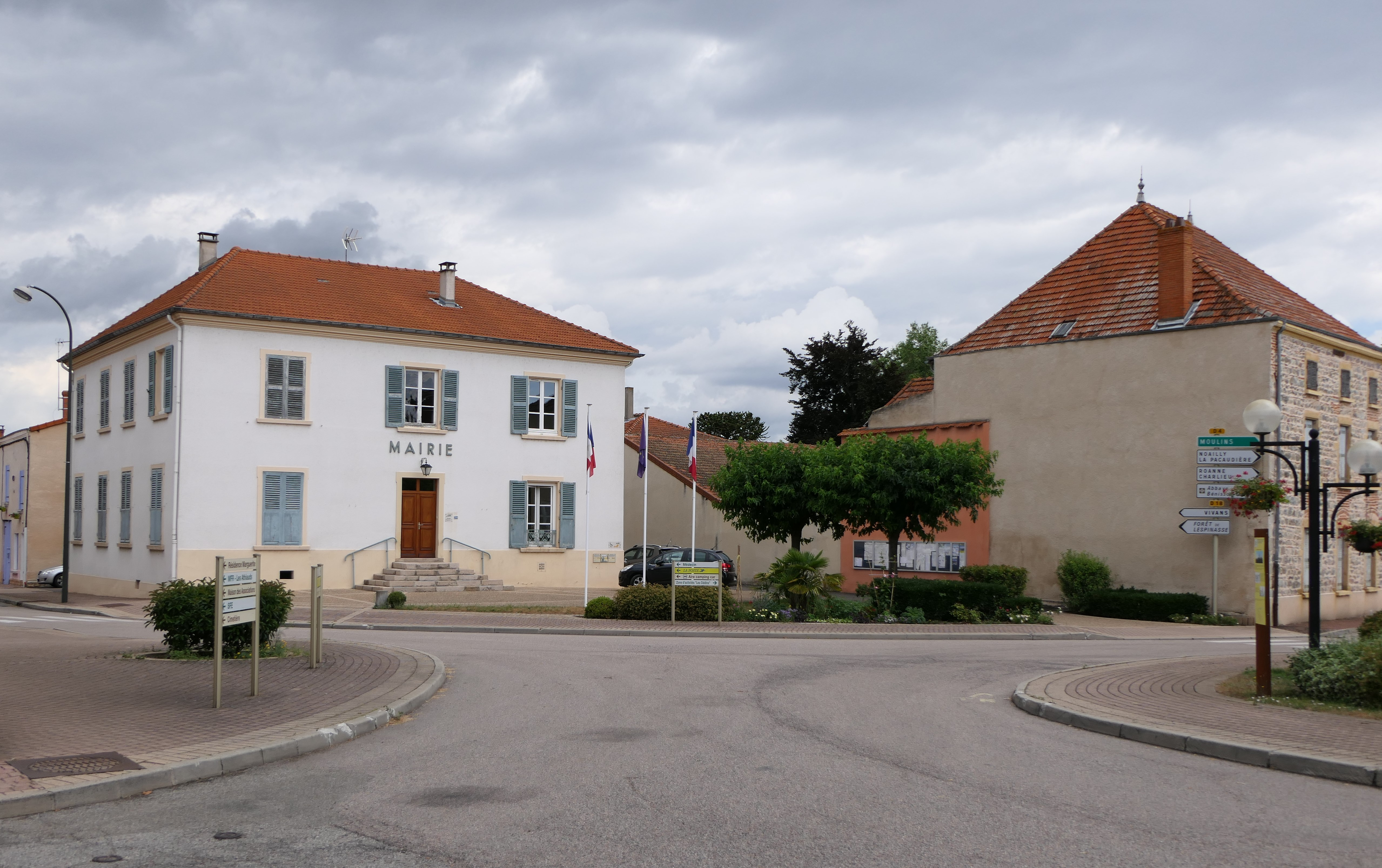
La mairie.
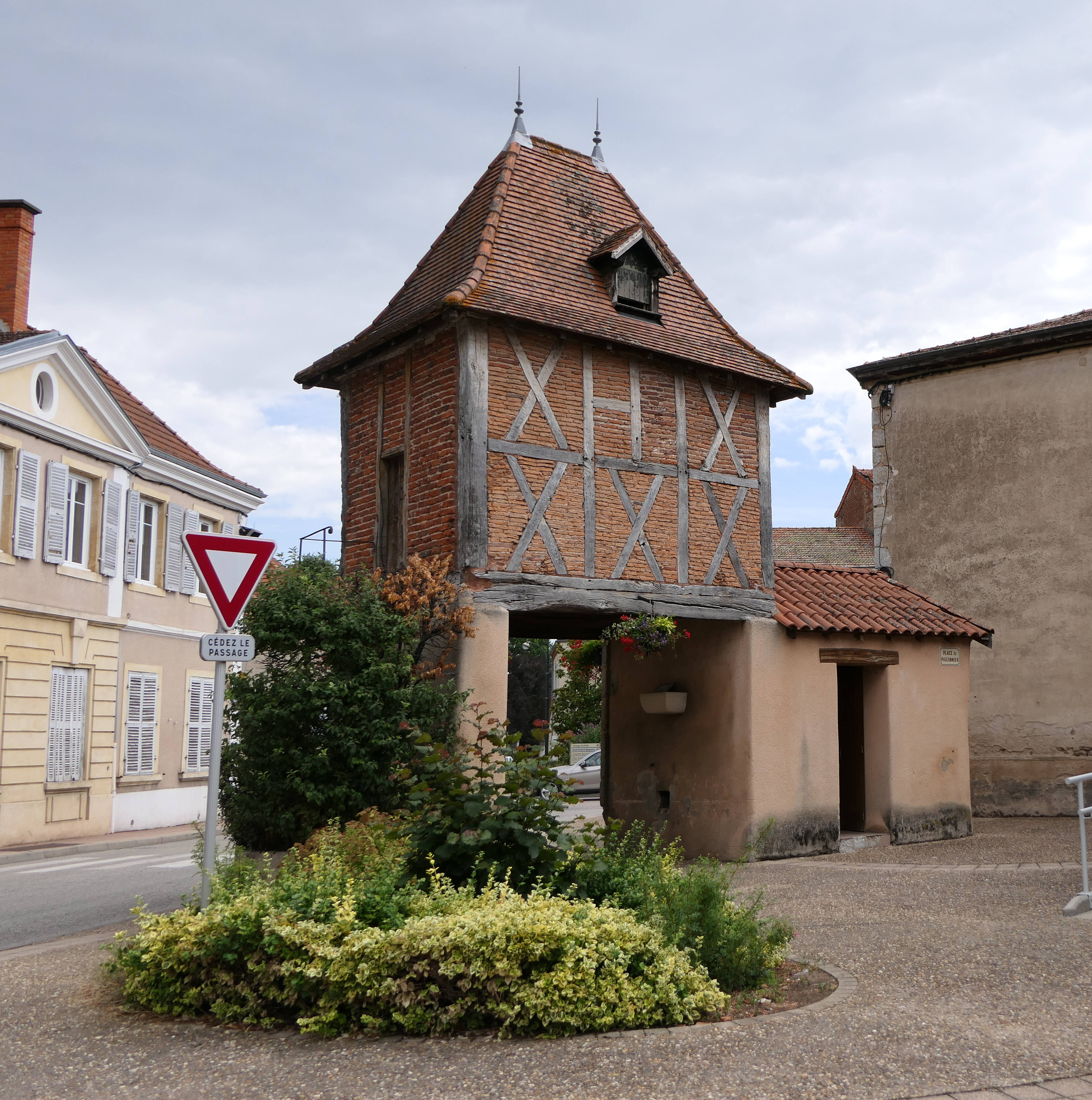
Le pigeonnier du xve siècle.

### Les associations
- Indépendante germanoise (club de basket),
- Club de football,
- Club de judo-jujitsu et gymnastique chinoise Aïki
- Harmonie de Saint-Germain-l'Espinasse,
- Bibliothèque,
- Cours d'informatique,
- La bourse aux vêtements,
- La bourse aux jouets,
- Écoles privée et publique,
- Cours de percussions.

## Personnalité liée à la commune
- François Claude Perroy (1751-1830), homme politique né et décédé à Saint-Germain-Lespinasse, député de la Loire au Conseil des Cinq-Cents.
- Victor de Persigny (° 1808 - † 1872), duc de Persigny, ministre sous Napoléon III et ambassadeur au Royaume-Uni de 1855 à 1858 puis de 1859 à 1860, à l'origine notamment de la construction de l'hôtel de ville et autres constructions marquantes à Roanne. Né à Saint-Germain-Lespinasse.
- Théodore Perroy (1822-1904), ingénieur français (l'école Polytechnique puis corps du Génie Maritime), inventeur et constructeur d'une des premières machines de dessalement de l'eau de mer[25].